# Jim Spruill
James Winfred Spruill, detto Jim (Dublin, 26 febbraio 1923 – Boulder City, 8 gennaio 2006), è stato un giocatore di football americano, allenatore di football americano e cestista statunitense, professionista nella AAFC e nella BAA.